# Salão dos Independentes
O Salão dos Independentes (Salon des Indépendants em francês) é uma exposição de arte organizada pela Sociedade dos Artistas Independentes, formada originalmente em Paris em 1884, tendo à época Albert Dubois-Pillet, Odilon Redon, Georges Seurat e Paul Signac entre os seus principais membros. Contornando o monopólio das academias de arte e dos seus salões oficiais, como o Salon de Paris ou o Salon des Réfuses, ambos de acesso restrito e estilo tradicionalista, a sociedade de artistas independentes criou um salão livre anual a partir de 1886, exibindo todas as novas correntes de arte moderna, acessível a quem nela quisesse participar, seguindo a filosofia "sem júri, sem prêmios".
Nas suas primeiras três décadas de existência, as exposições definiram as tendências e os principais movimentos artísticos do início do século XX, juntamente com o célebre Salon d'Automne, possibilitando pela primeira vez a exibição de muitas obras de arte e vanguarda, sendo depois amplamente discutidas entre criadores e críticos, sem tabus.

## História

### 1884-1904, as primeiras exposições

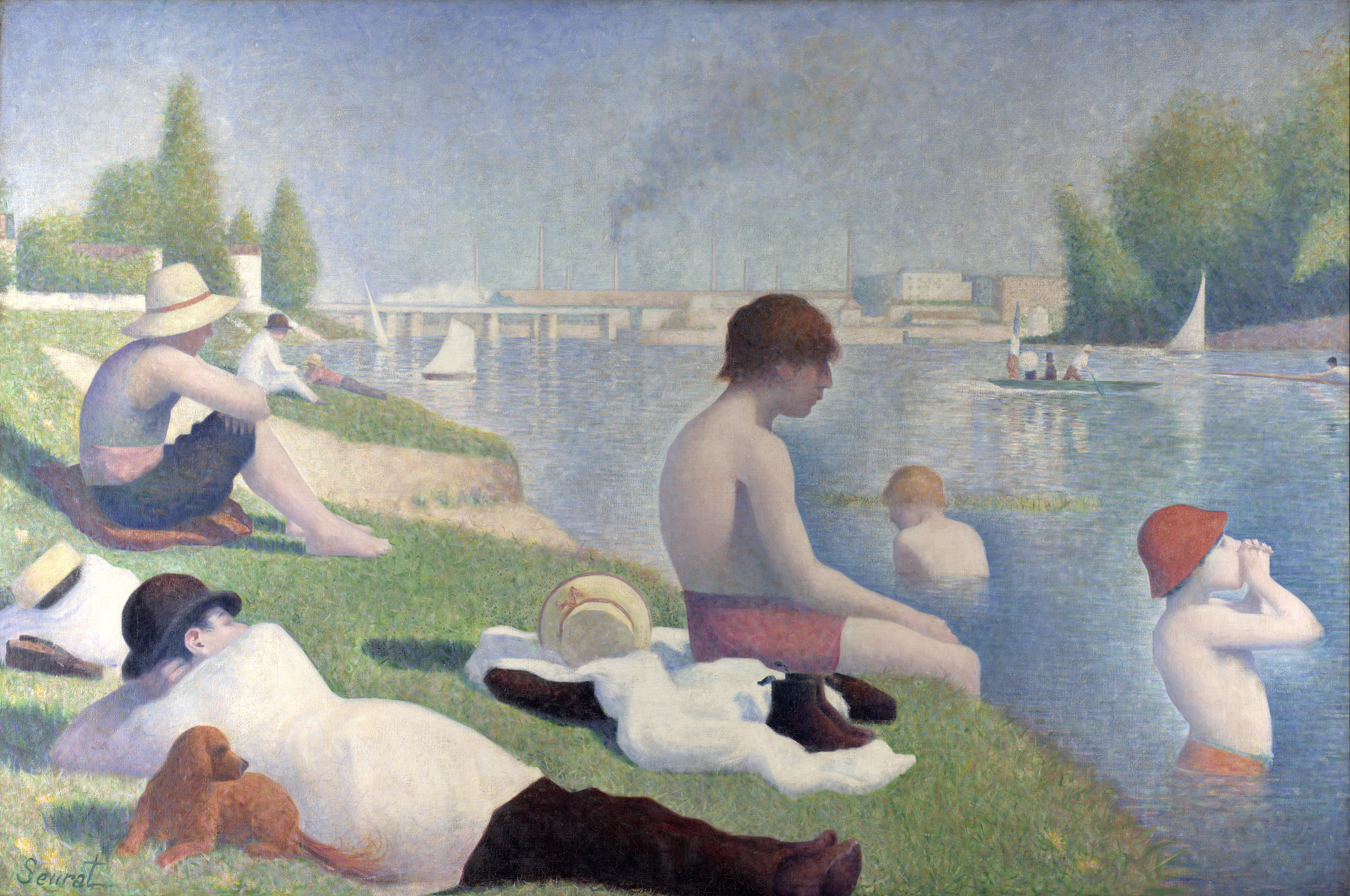
Une baignade à Asnières (Banhistas em Asnières), óleo sobre tela, 201 x 300 cm, obra de Georges Seurat (1884, retocado em 1887), pertencente à colecção da National Gallery, Londres

A 1 de dezembro de 1884, Lucien Boué, Presidente da Câmara Municipal de Paris, abriu a primeira exposição da Société des Artistes Indépendants no Palais Polychrome (próximo do Palais de l'Industrie), sendo as receitas do evento destinadas às vítimas da epidemia de cólera. Entre as obras expostas constavam "La baignade à Asnières" de Georges Seurat, "Le Pont d'Austerlitz" de Paul Signac e várias obras de Henri-Edmond Cross, Odilon Redon, Albert Dubois-Pillet, Louis Valtat, Armand Guillaumin, Charles Angrand, Paul Cézanne, Paul Gauguin, Henri de Toulouse-Lautrec, Camille Pissarro e Vincent van Gogh.
A segunda exposição foi realizada em 1886, num edifício temporário, próximo do Jardim das Tulherias, com 200 quadros expostos, recebendo pela primeira vez o nome Salon des Indépendants (Salão dos Independentes).
Em 1895 e 1897, a exposição foi realizada no Palais des Beaux-Arts et des Arts libéraux, no Champ de Mars, e entre 1901 e 1907, nas Grandes Serres de la Ville de Paris, em Cours-la-Reine, também chamadas de Grande Serre de l'Alma, construída para a Exposition Universelle de 1900. 
Em 1902, para além de apresentarem obras de novos artistas, os Indépendants apresentaram também uma retrospectiva das obras de Toulouse-Lautrec.

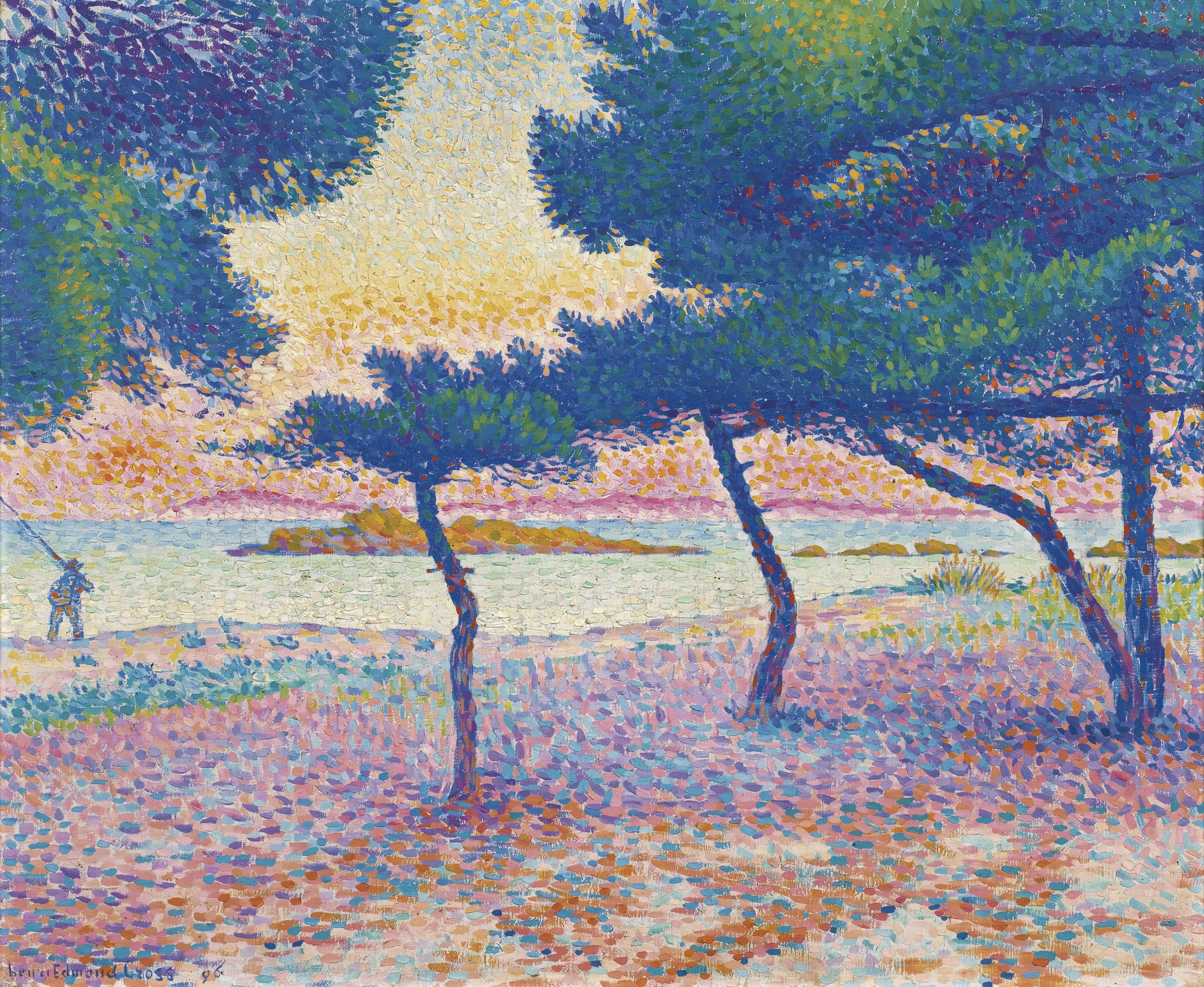
La Plage de Saint-Clair, óleo sobre tela, 54,5 por 65,4 cm, obra de Henri-Edmond Cross (1896)

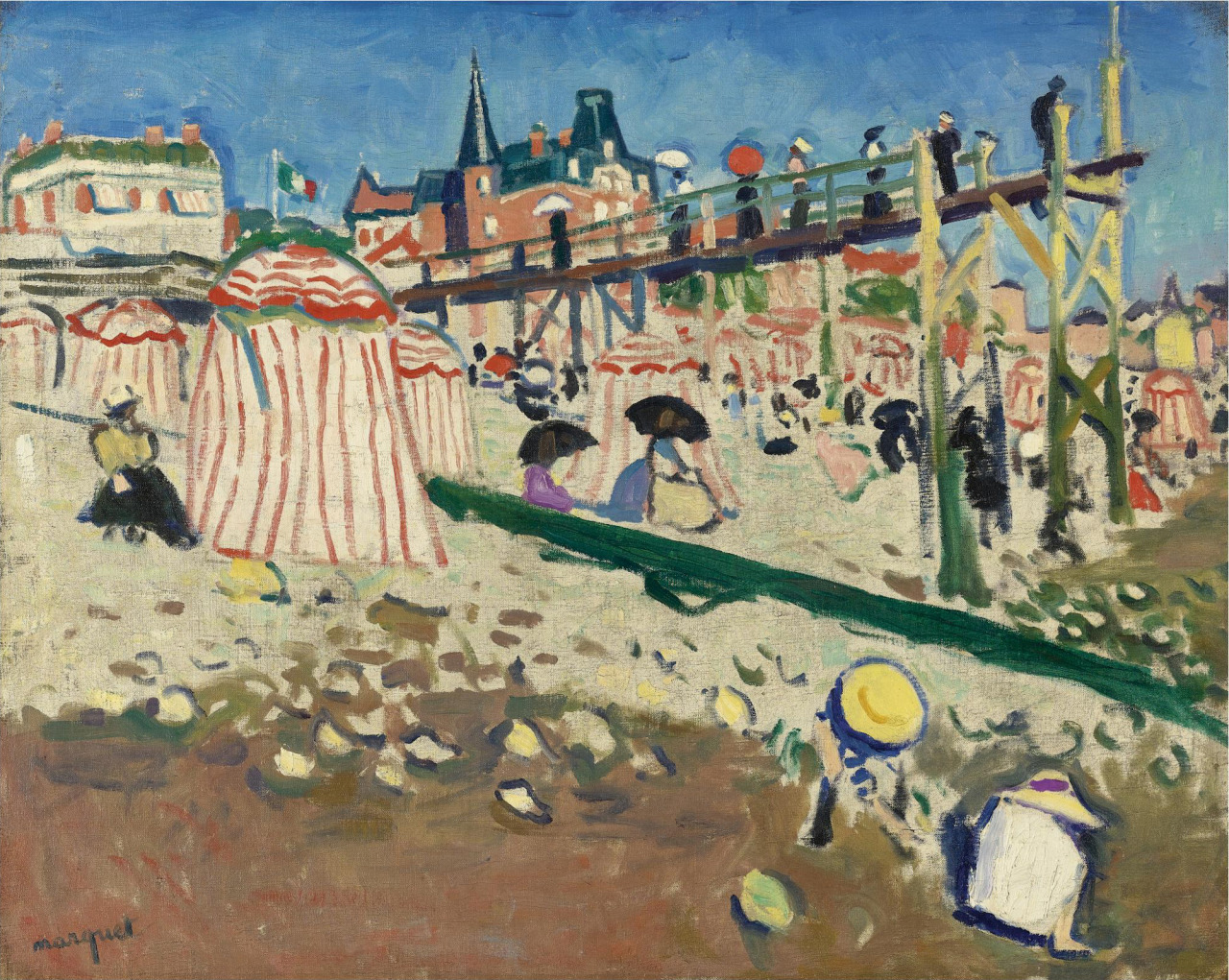
Fécamp (The Beach at Sainte-Adresse), óleo sobre tela, 64.5 x 80 cm, obra de Albert Marquet (1906)

Em 1903, Jean Metzinger enviou três pinturas para o Salon des Indépendants, mudando-se pouco depois para Paris com o dinheiro da venda dos seus quadros. No ano seguinte, voltou a exibir várias pinturas, desta vez ao lado de Robert Delaunay e de Henri-Edmond Cross, que apresentou uma série de pinturas sobre Veneza.
Em 1905, o salão apresentou várias retrospectivas sobre as obras de Georges Seurat e Vincent van Gogh, presenciando ainda o movimento dos Les Nabis e o nascimento do fauvismo.
Durante o período conhecido como La Belle Époque, praticamente todos os artistas associados ao modernismo, realismo e a outros movimentos de vanguarda, como o pós-impressionismo, les nabis, simbolismo, neo-impressionismo, divisionismo, fauvismo, expressionismo, cubismo e abstraccionismo, expuseram no Salon des Indépendants.

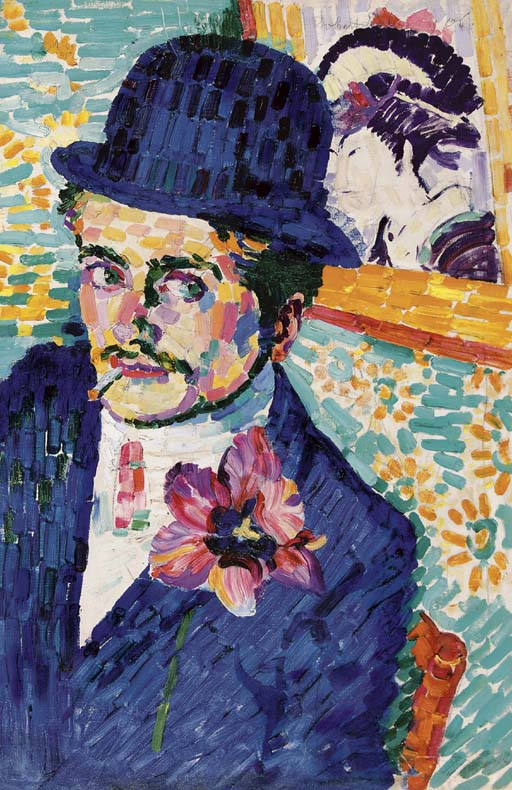
L'homme à la tulipe (Retrato de Jean Metzinger), óleo sobre tela, obra de Robert Delaunay (1906)

O número de obras e artistas inscritos aumentou exponencialmente, passando de mil quadros expostos em 1901 para 4269 obras de 669 artistas em 1905. Henri Rousseau, Pierre Bonnard, Jean Metzinger e Henri Matisse fizeram parte de várias exposições, assim como tantos outros pintores e escultores, chegando aos 1182 artistas inscritos em 1910. O pagamento inicial de inscrição era de 10 francos por quatro obras. Em 1906, dez obras podiam ser apresentadas por 25 francos e, a partir de 1909, apenas duas.
A partir de 1920, as exposições foram realizadas no Grand Palais des Champs-Elysées, em Paris. 

### 1905, o fauvismo
Antes da aclamada exposição do Salon d'Automne de 1905, que marcou historicamente o nascimento do termo fauvismo, quando o crítico Louis Vauxcelles descreveu a exposição com a frase "Donatello chez les fauves" ("Donatello entre as feras"), devido ao contraste das pinturas expostas com uma escultura de estilo renascentista que partilhava a divisão, de 24 de março a 30 de abril, foi visível testemunhar o florescimento do movimento estético no Salon des Indépendants.
Nesse ano, Albert Marquet, Henri Matisse, Jean Puy, Henri Manguin, Othon Friesz, Raoul Dufy, Kees van Dongen, André Derain, Maurice de Vlaminck, Charles Camoin e Jean Metzinger expuseram na exposição.
Matisse expôs o quadro proto-fauve "Luxe, Calme et Volupté". Com uma técnica divisionista e cores vivas, a obra foi pintada em 1904, após ter passado o verão a trabalhar em Saint-Tropez, na Riviera Francesa, ao lado dos pintores neo-impressionistas Paul Signac e Henri-Edmond Cross. A obra é considerada a pintura mais importante de Matisse, na qual ele usou uma técnica divisionista, defendida no ensaio de Paul Signac, "D'Eugène Delacroix au Néo-impressionisme" em 1898. Signac comprou a obra após a exposição de 1905.

### 1906, os fauves
Após a exposição de 1905 e o nascimento do fauvismo, a exposição do Salon des Indépendants de 1906 ficou marcada na história como a primeira exposição em que todos os artistas fauves expuseram juntos.
A peça central da exposição foi a obra "Le Bonheur de Vivre" (A alegria da vida) de Henri Matisse. A composição triangular estava intimamente relacionada com "Os Banhistas" de Paul Cézanne, que por sua vez também inspirou a obra "Les Demoiselles d'Avignon" de Pablo Picasso.

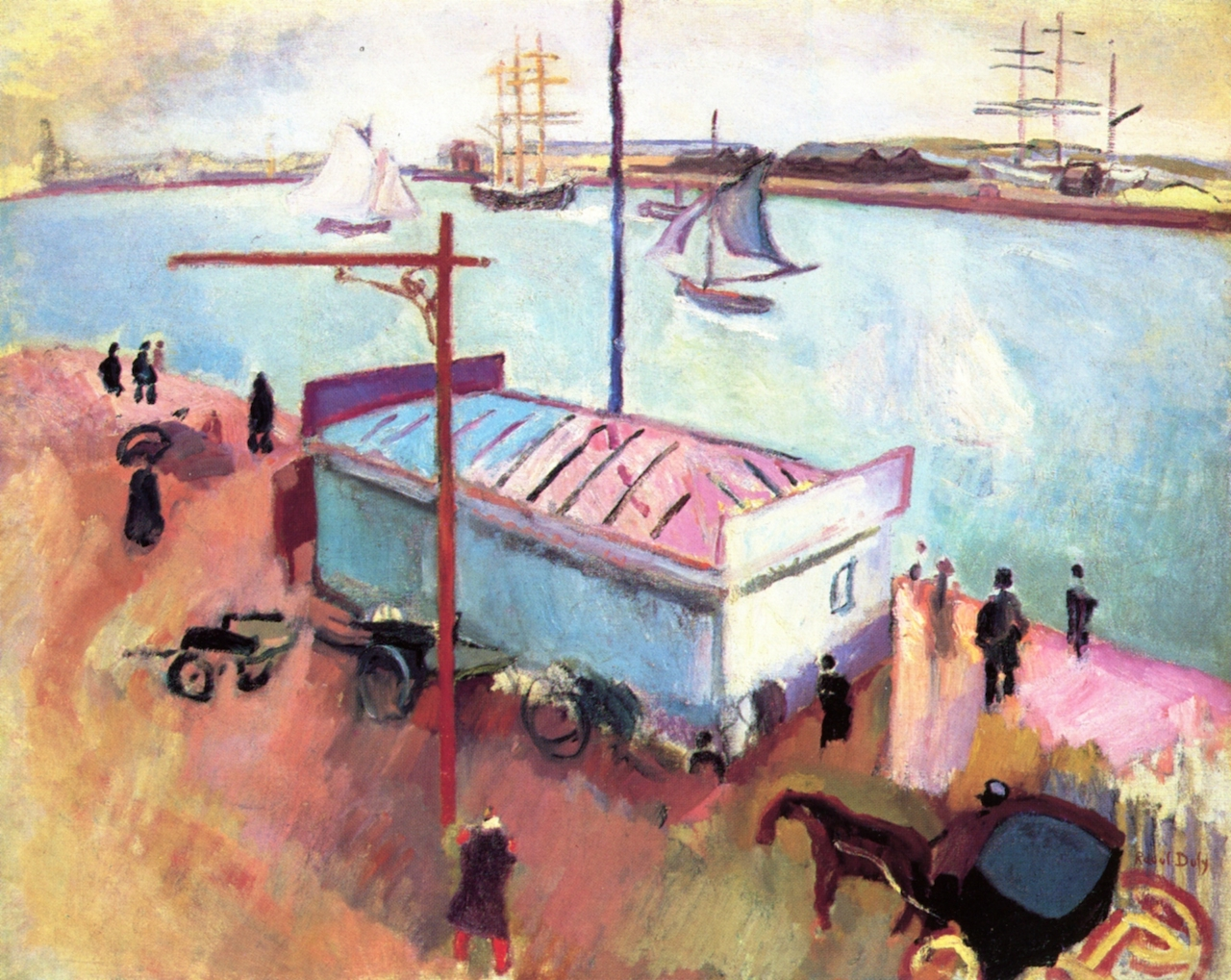
Le Port du Havre, óleo sobre tela, 61 x 73 cm, Raoul Dufy (1906)

Nesse mesmo ano, Georges Braque expôs as suas obras pela primeira vez no Salon des Indépendants e Jean Metzinger foi eleito membro do comité de selecção, para além de ter inscrito oito obras da sua autoria. De acordo com as memórias de Metzinger, foi na exposição desse mesmo ano que conheceu o filósofo francês e auto-proclamado criador do cubismo Albert Gleizes, visitando o seu estúdio em Courbevoie vários dias depois. Ainda no mesmo período, Metzinger formou uma forte amizade com o artista francês Robert Delaunay, com quem, posteriormente, desenvolveu o seu estilo divisionista e partilhou uma exposição na galeria de Berthe Weill. 

### 1907, a transformação cezanniana
Realizada de 20 de março a 30 de abril de 1907, após a morte de Paul Cézanne em finais de 1906, muitas das obras expostas na exposição anual dos artistas independentes revelaram uma transformação no fauvismo, inspirado nas obras do pintor pós-impressionista francês.
Durante a mostra anual foram expostas seis pinturas de Georges Braque. Cinco obras foram adquiridas directamente pelo negociante de arte Wilhelm Uhde, por um preço total de 505 francos, e especula-se que a sexta foi comprada pelo negociante de arte Daniel-Henry Kahnweiler. Foi nessa ocasião que o artista francês foi apresentado a Pablo Picasso pelo escritor e crítico de arte Guillaume Apollinaire. À época, as obras de Braque ainda eram de natureza fauvista, adoptando, somente no outono desse ano, um nova estética, possivelmente inspirado pelas obras de Cézanne, após ter visitado a exposição em sua memória, no Salon d'Automne de 1907.

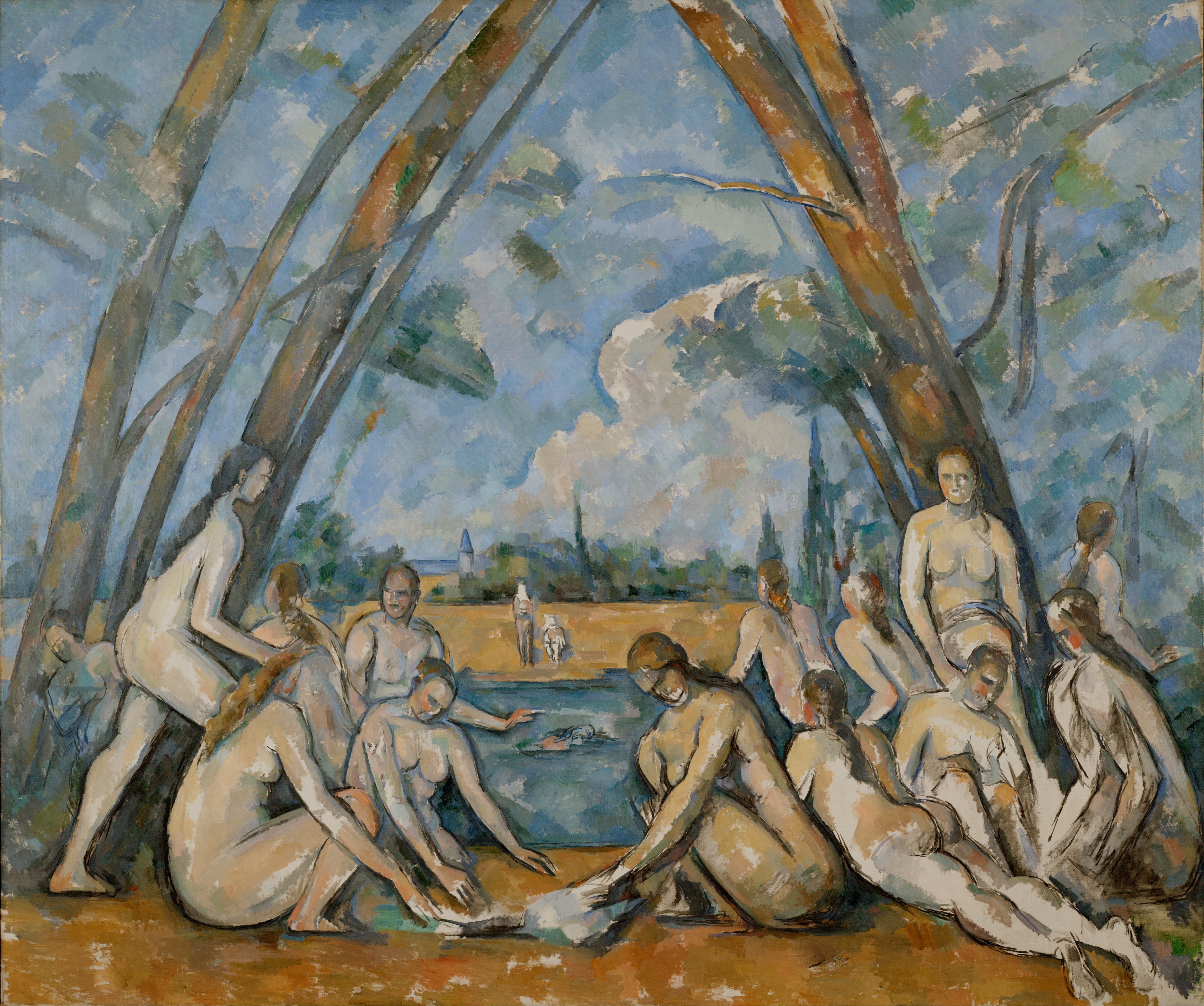
Les Grandes Baigneuses (As Banhistas), óleo sobre tela, 2,1 m x 2,51 m, obra de Paul Cézanne (1906)

André Derain também participou na exposição, onde revelou a obra "Dançarino no Le Rat Mort", pintada durante o inverno de 1906, e a série de obras "Banhistas", concluídas no início de 1907, revelando também ter retirado inspiração das obras de Cézanne.
A obra "Blue Nude (Souvenir de Biskra)" (ou "Nu Azul") de Matisse também participou no Salon des Indépendants de 1907, intitulado então como "Tableau no. III". O crítico de arte Louis Vauxcelles escreveu sobre a obra:
"Admito não entender. Uma mulher feia e nua está estendida sobre uma relva azul opaca sob as palmeiras... Este é um efeito artístico que encaminha-se para o abstracto e me escapa completamente."
Para além das obras de Matisse, Derain e Braque, os Indépendants de 1907 incluíram seis obras de Maurice de Vlaminck, Raoul Dufy, Jean Metzinger, Robert Delaunay, Charles Camoin, Auguste Herbin, Jean Puy, Louis Valtat, e três de Albert Marquet.
Cézanne desencadeou, assim, uma transformação total na área da investigação artística que afectaria profundamente o desenvolvimento da arte moderna do século XX, denominando-se o período final do fauvismo como período cézanniano ou ainda cubismo cézanniano.

### 1908, esquemas bárbaros

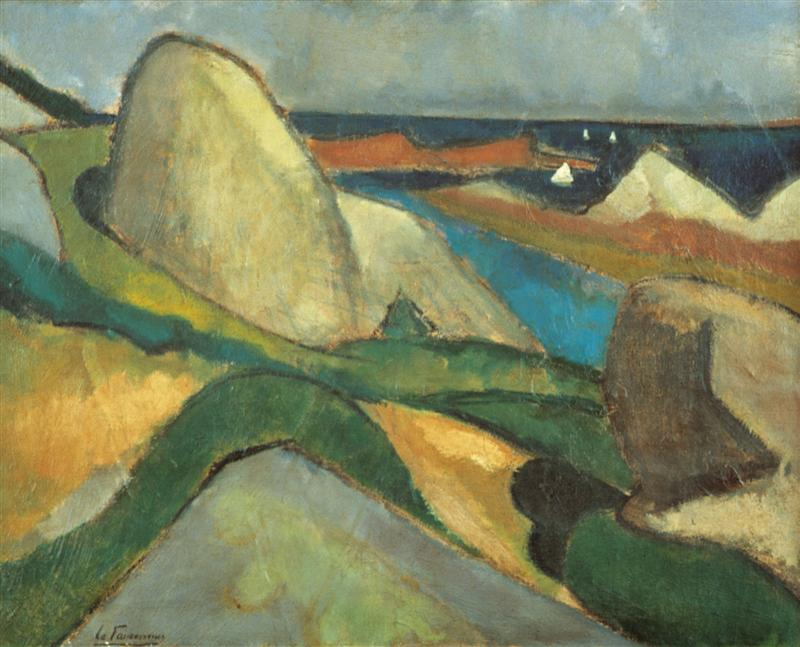
Ploumanac'h, óleo sobre tela, obra de Henri le Fauconnier (1908), exposta no Museu Kranenburgh.

Na exposição, realizada de 20 de março a 2 de maio de 1908, Paul Signac foi eleito presidente do 24º Salon des Indépendants e mais de 1.314 artistas exibiram 6.701 obras.
Durante a exposição, uma pintura de Braque impressionou Guillaume Apollinaire pela sua originalidade, sendo densamente descrita em vários artigos e periódicos franceses, como o L'Intransigeant ou La Revue des lettres et des arts.
Apesar de Matisse e Picasso não terem participado no salão anual, Louis Vauxcelles escreveu na revista Gil Blas, a 20 de março de 1908, que os artistas mais inovadores da exposição eram "bárbaros esquematizadores" "que desejam criar uma 'arte abstrata'".
Após a edição da exposição anual, o escritor Frank Burgess iniciou uma série de entrevistas com os principais artistas de vanguarda, publicando as suas impressões na Architectural Record, em maio de 1910, durante o período protocubista.

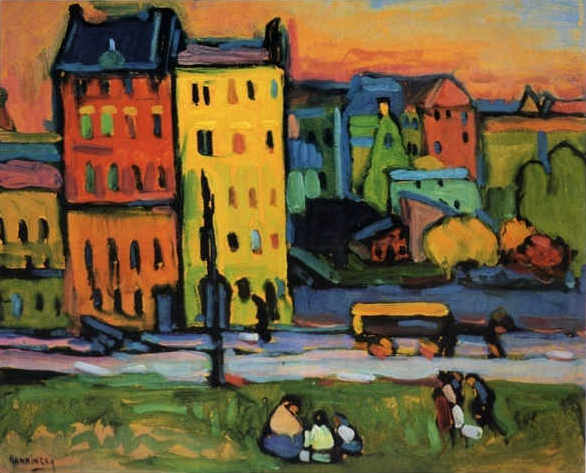
Houses in Munich (Casas em Munique), óleo sobre tela, 33 x 41 cm, obra de Vassily Kandinsky (1908), exposta no Museu Von der Heydt, Wuppertal.

Gelett Burgess escreveu no artigo The Wild Men of Paris:

"No início, os iniciantes eram chamados de "Os Invertebrados". No Salão de 1905, foram chamados de "Os Incoerentes". Mas em 1906, quando se tornaram mais fervorosos, mais audaciosos, mais enlouquecidos com teorias, receberam o nome actual de "Les Fauves" - os Animais Selvagens."

"Foi Matisse quem deu o primeiro passo na terra desconhecida dos feios. O próprio Matisse, sério, queixoso, um experimentador consciencioso, cujas obras são apenas estudos de expressão, que de momento se preocupa apenas com a elaboração da teoria da simplicidade, negando qualquer responsabilidade pelos excessos dos seus discípulos indesejáveis." 
"Picasso, afiado como um chicote, espirituoso como um demónio, louco como o chapeleiro, corre para seu estúdio e maquina uma enorme mulher nua, composta inteiramente de triângulos e a apresenta em triunfo. (...) e o selvagem Braque sobe ao sótão e constrói um monstro arquitectónico que chama de Mulher, (...) com aberturas e pernas e cornijas colunares. (...) até mesmo um sóbrio Dérain, um co-experimentador, perde a cabeça, transforma um homem neolítico em um cubo sólido, cria uma mulher de esferas, estica um gato em um cilindro, e pinta de vermelho e amarelo!"

"Metzinger certa vez fez belos mosaicos de pigmento puro, (...) pintou composições requintadas de nuvens, penhascos e mar; pintou mulheres e as tornou belas, (...) Mas agora, traduzido para o idioma da beleza subjectiva, para esta estranha linguagem neoclássica, aquelas mesmas mulheres, redesenhadas, aparecem em linhas rígidas, rudes e nervosas em manchas de cores intensas."

### 1909, formas simplificadas

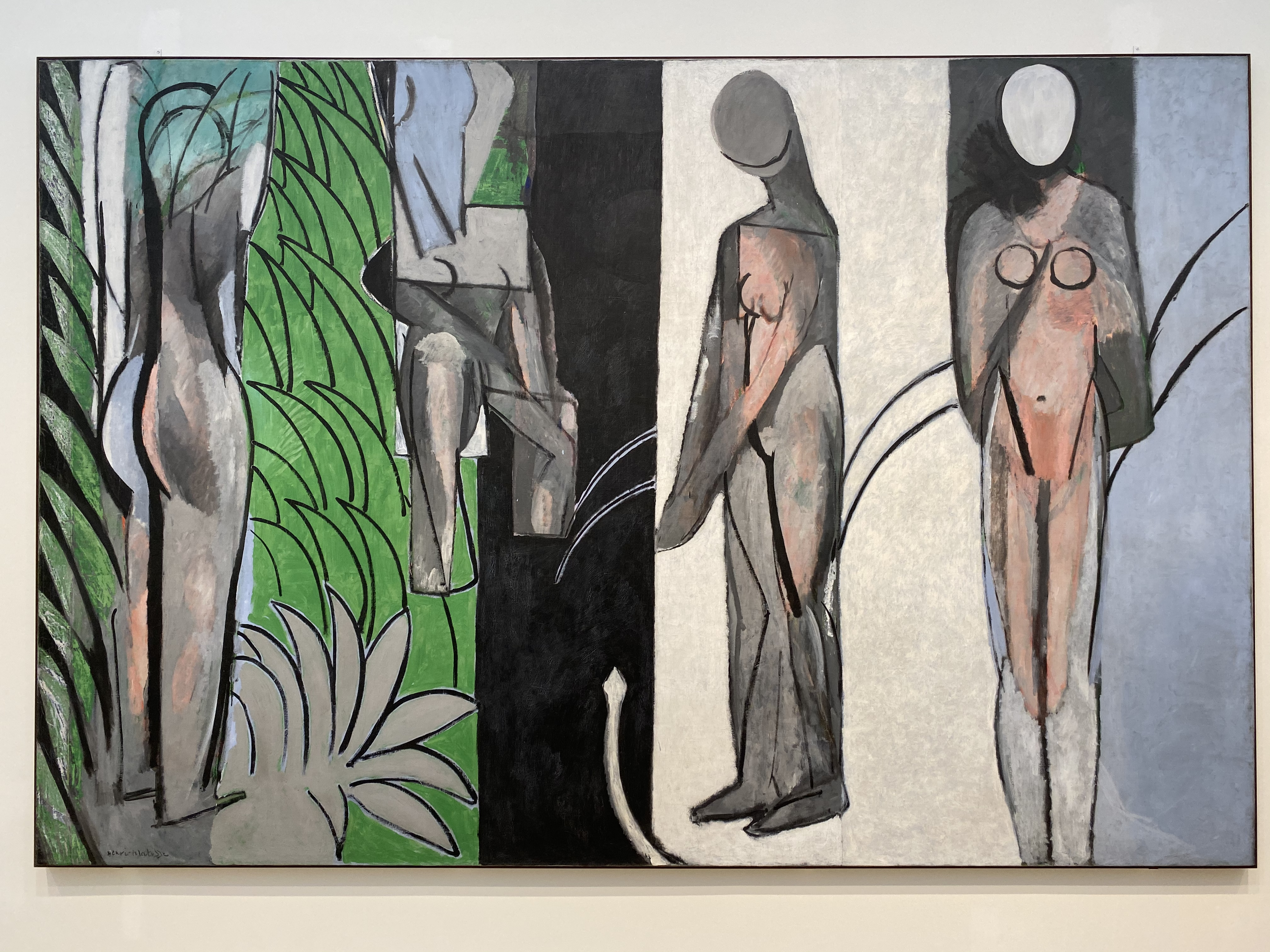
Baigneurs au bord d'une rivière (Banhistas na margem do rio), óleo sobre tela, 2,6 x 3,9 m, obra de Henri Matisse (1909-1916), exposta no Instituto de Arte de Chicago.

No Salon des Indépendants de 1909, realizado de 25 de março a 2 de maio, uma das primeiras pinturas cubistas foi exibida ao público: "Petit port en Normandia, nº 215", intitulado então como "Paysage", de Georges Braque. Louis Vauxcelles referiu-se às obras de Braque exibidas na exposição como "bizarreries cubiques".
Na Sala 16 foram expostas obras de André Derain, Raoul Dufy, Othon Friesz, Claude Laprade, Henri Matisse, Jean Puy, Georges Rouault e Maurice de Vlaminck. Jean Metzinger, Henri Le Fauconnier e Robert Delaunay também participaram noutras salas do salão. Picasso não se inscreveu em nenhuma competição ou mostra nesse ano.
Durante o evento denotou-se uma evolução de estilo para uma estética mais linear, com formas simplificadas e continuas, dando ênfase a novos princípios básicos geométricos.

### 1910, geômetras ignorantes e um burro chamado Lolo

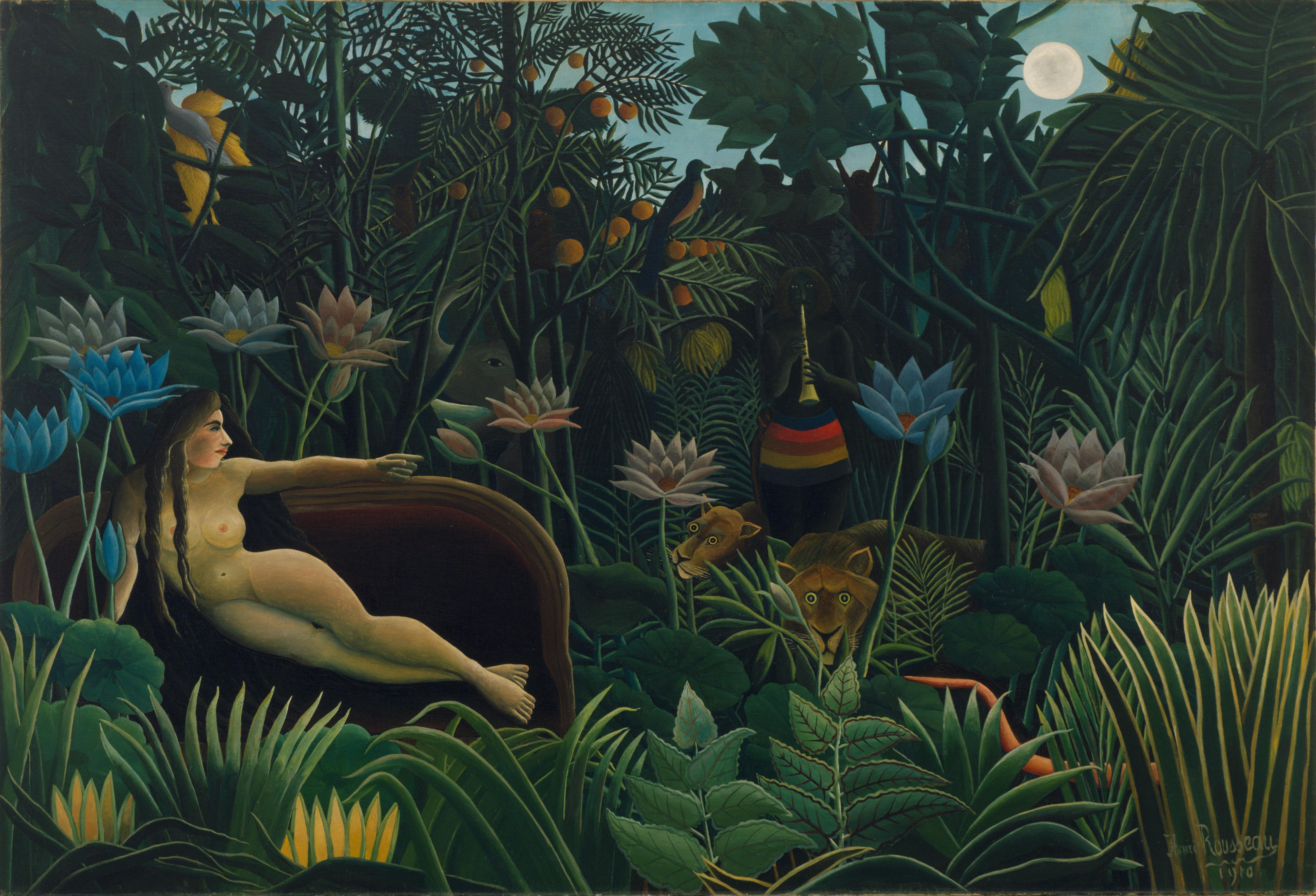
The Dream, óleo sobre tela, obra de Henri Rousseau (1910), exposta no MOMA. Exibida no Indépendants de 1910, alguns meses antes do falecimento do artista.

Albert Gleizes estreou-se no Salon des Indépendants de 1910 com as obras "Retrato de René Arcos" e "L'Arbre", duas pinturas nas quais as suas formas geométricas simplificadas destacavam-se entre o leque das tradicionais pinturas representacionais.

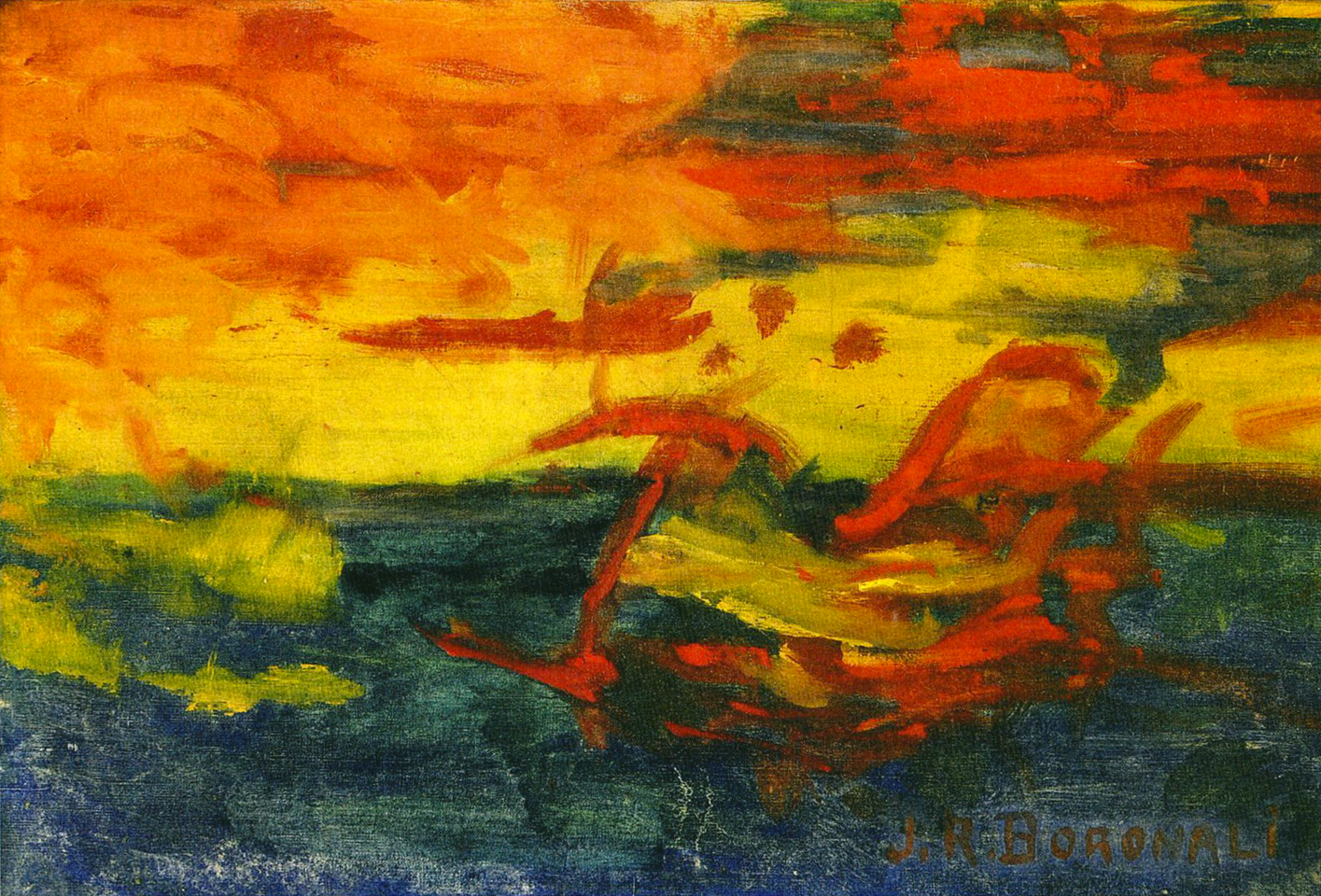
Et le soleil s'endormit sur l'Adriatique, óleo sobre tela, 54 x 80 cm, creditada como obra do artista fictício Joachim-Raphaël Boronali (1910).

A mesma tendência tornou-se evidente na obra "Retrato de Apollinaire" de Metzinger, exibido no mesmo salão. De acordo com Guillaume Apollinaire, este foi o "primeiro retrato cubista", sendo ainda referido no seu livro The Cubist Painters de 1913, que Metzinger foi cronologicamente o terceiro artista cubista, seguindo-se a Picasso e Braque.
As obras de Le Fauconnier, Léger, Delaunay, Matisse, Vlaminck, Dufy, Marie Laurencin, Kees van Dongen e Henri Rousseau foram também exibidas na mesma exposição.
Sobre a exposição anual, o crítico de arte Louis Vauxcelles atacou novamente os artistas vanguardistas, escrevendo na sua crítica que Jean Metzinger, Albert Gleizes, Robert Delaunay, Fernand Léger e Henri Le Fauconnier eram "geômetras ignorantes, reduzindo o corpo humano, o local, a cubos pálidos".
Curiosamente, a presença de uma pintura realizada por um burro chamado Lolo passou praticamente despercebida durante toda a exposição.
A pintura intitulada "Et le soleil s'endormit sur l'Adriatique" (E o sol adormeceu sobre o Adriático) foi inscrita na exposição como uma obra criada pelo desconhecido artista Joachim-Raphaël Boronali. Contudo, Boronali era na realidade um burro parisiense chamado Lolo, suspeitando-se que o seu dono tenha sido Frédéric Gérard, conhecido por Le Père Frédé, dono do cabaré Lapin Agile em Montmartre.
Tratando-se de uma partida, o crítico de arte e escritor Roland Dorgelès e dois amigos, André Warnod e Jules Depaquit, anexaram um pincel na cauda do animal e esperaram que o animal fizesse o resto. A pintura foi vendida por 400 francos e, posteriormente, doada ao Orphelinat des Arts. A pintura faz parte da colecção permanente do l'Espace culturel Paul Bédu em Milly-la-Forêt.

### 1911, o escândalo do cubismo

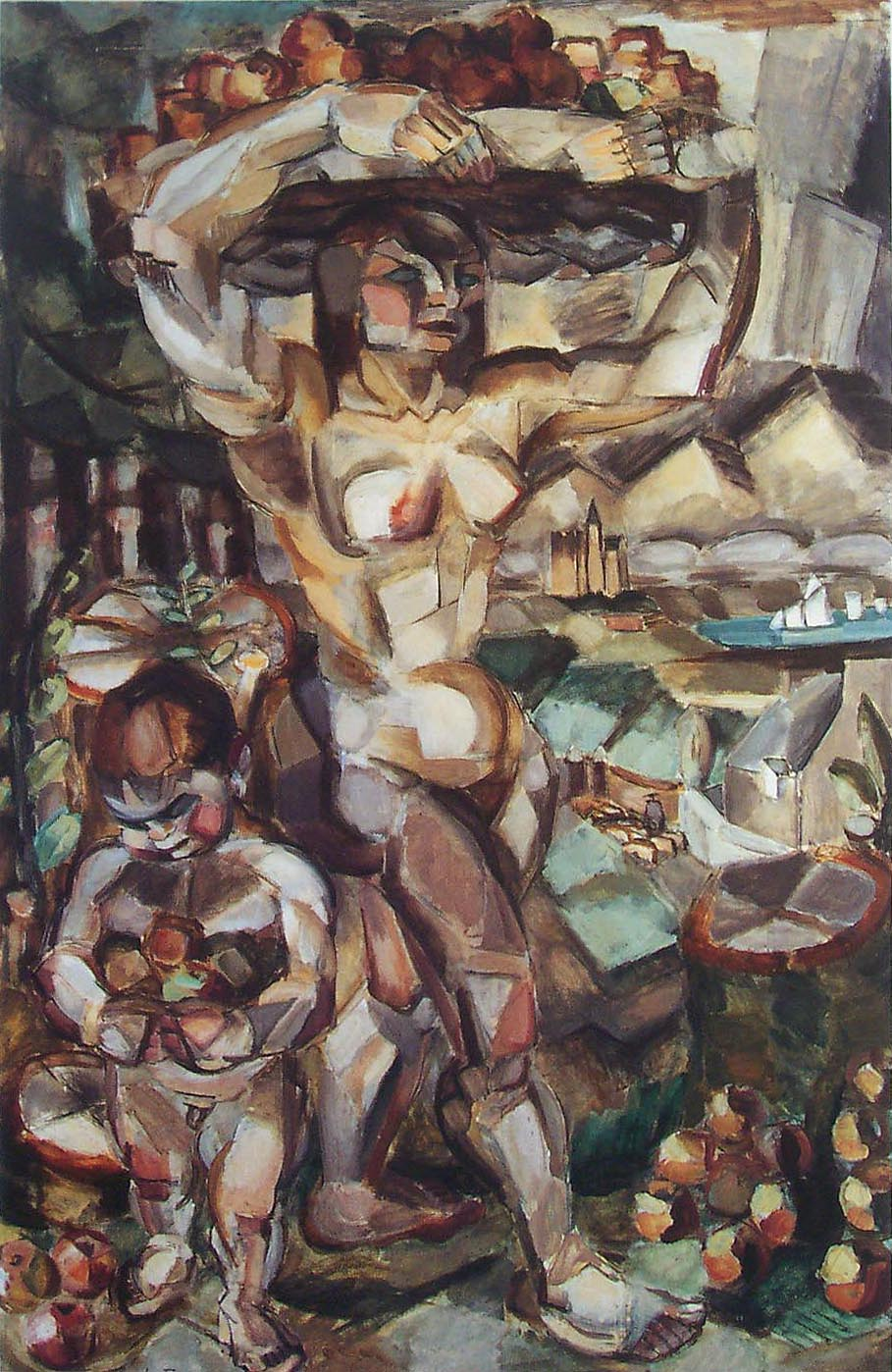
L'Abondance (A Abundância), óleo sobre tela, 191 x 123 cm, obra de Henri Le Fauconnier (1910-1911), exposta no Gemeentemuseum Den Haag.

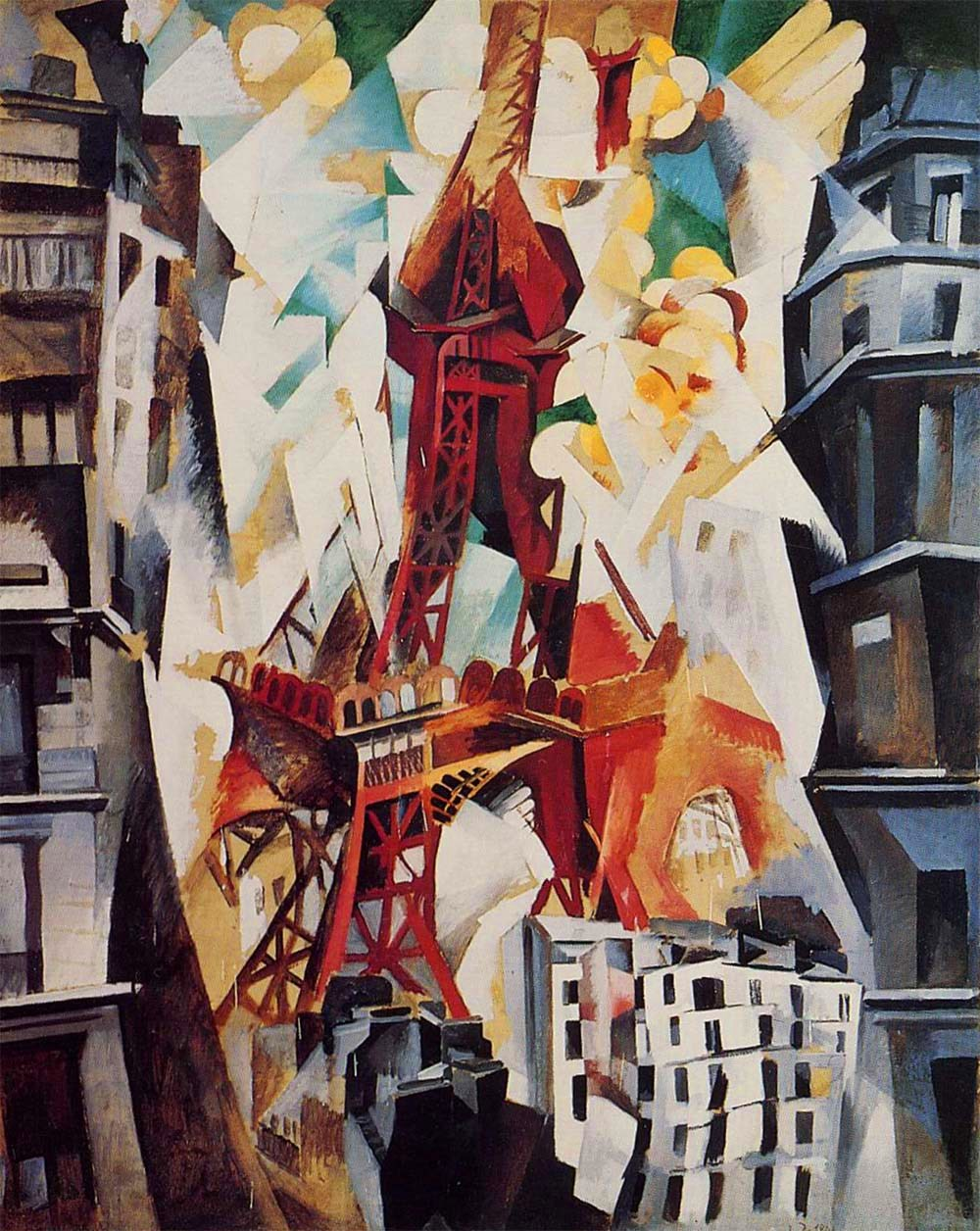
Champs de Mars. La Tour rouge, óleo sobre tela, obra de Robert Delaunay (1911), exposta no Art Institute of Chicago.

Em 1911, o recém-formado grupo Montparnasse, que se reunia no estúdio de Le Fauconnier e nos cafés Le Dôme, La Coupole, La Closerie des Lilas, Le Select e no Café de la Rotonde, do famoso bairro de Montparnasse, recebendo assim o nome, junto com outros jovens pintores, assumiu o comité de selecção do Salon des Indépendants, garantindo que as obras de pintores apelidados de "cubistas" fossem todas exibidas juntas. Até então, as obras eram expostas consoante a ordem alfabética dos nomes dos artistas. Consequentemente, as obras de Gleizes, Metzinger, Le Fauconnier, Delaunay, Léger, Alexander Archipenko e Marie Laurencin foram então exibidas na Sala 41. André Lhote, Roger de La Fresnaye, André Dunoyer de Segonzac, Luc-Albert Moreau e André Mare expuseram na Sala 43. Piet Mondrian, Henri Manguin e Conrad Kikkert também participaram na exposição.
A exposição anual envolveu mais de 6400 pinturas e uma exposição retrospectiva de Henri Rousseau na sala 42.
No entanto, como resultado da mostra colectiva dos cubistas, gerou-se um grande escândalo. Apesar do termo "cubismo" ter sido utilizado previamente e de algumas obras do estilo terem sido exibidas em anteriores outras exposições, o público ficou chocado e indignado com a representação dos diferentes temas através de cones, cubos e esferas, confirmando-se o predomínio das facetas geométricas na evolução do estilo artístico.
Vários meses depois, durante o outono, outro escândalo surgiu no Salon d'Automne, não só com as obras dos irmãos Duchamp, Jacques Villon, Raymond Duchamp-Villon e Marcel Duchamp, como também com várias obras cubistas de artistas de vanguarda franceses e não franceses.

### 1912, o escândalo continua

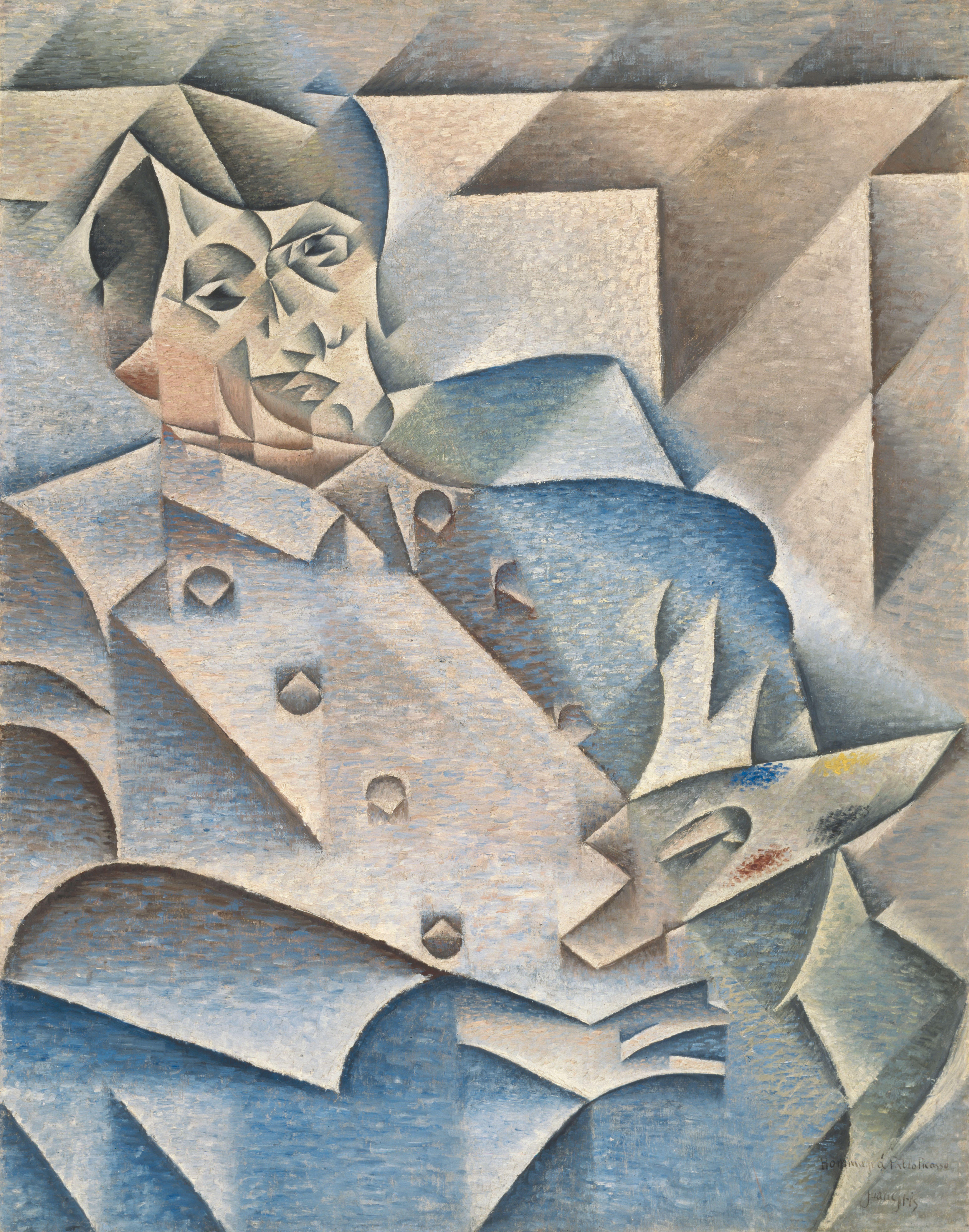
Retrato de Picasso, óleo sobre tela, obra de Juan Gris (1912), exposta no Art Institute of Chicago.

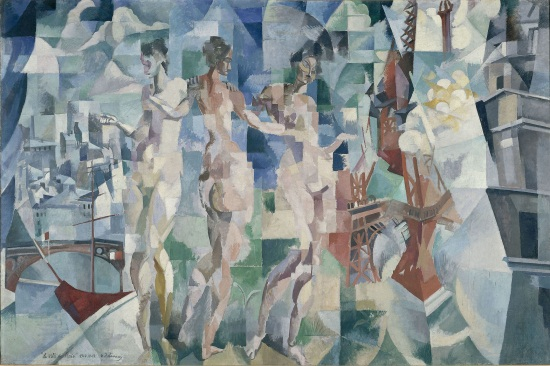
La Ville de Paris, óleo sobre tela, obra de Robert Delaunay (1912), exposta no Musée d'Art Moderne de la Ville de Paris.

O Salon des Indépendants de 1912 decorreu em Paris, de 20 de março a 16 de maio. As amplas repercussões do escândalo da edição anterior foram sentidas na Alemanha, Holanda, Itália, Rússia, Espanha e em inúmeros outros países, influenciando outros movimentos e correntes artísticas como o Futurismo, o Suprematismo, o Construtivismo ou o De Stijl, entre muitos outros.
Le Fauconnier, Gleizes, Léger, Metzinger e Archipenko formaram o núcleo do comité de selecção e atribuíram a Sala 20 aos artistas cubistas, tornando-se no núcleo da exposição.
Albert Gleizes expôs a pintura "Les Baigneuses", Marchel Duchamp inscreveu a obra "Nu Descendo uma Escada, nº2", sendo no entanto retirada da exposição antes da mesma abrir oficialmente, Roger de La Fresnaye expôs "Artillerie", Robert Delaunay apresentou a obra "La Ville de Paris", Jean Metzinger exibiu as pinturas "La Femme au Cheval" e "Le Port", Fernand Léger revelou a obra "La Noce", Henri Le Fauconnier expôs "Le Chasseur" e Juan Gris revelou o seu "Retrato de Picasso".
Sobre a recepção recebida pelos cubistas no Salon des Indépendants e no Salon d'Automne, Gleizes escreveu:

"Nunca os críticos foram tão violentos (...) Pelo que ficou claro com os quadros - e eu específico os nomes dos pintores que, sozinhos, causaram relutantemente todo este frenesim: Jean Metzinger, Henri La Fauconnier, Fernand Léger, Robert Delaunay e eu próprio - apareceu uma ameaça à ordem que todos pensavam estar estabelecida para sempre."

### 1913, o pico do cubismo

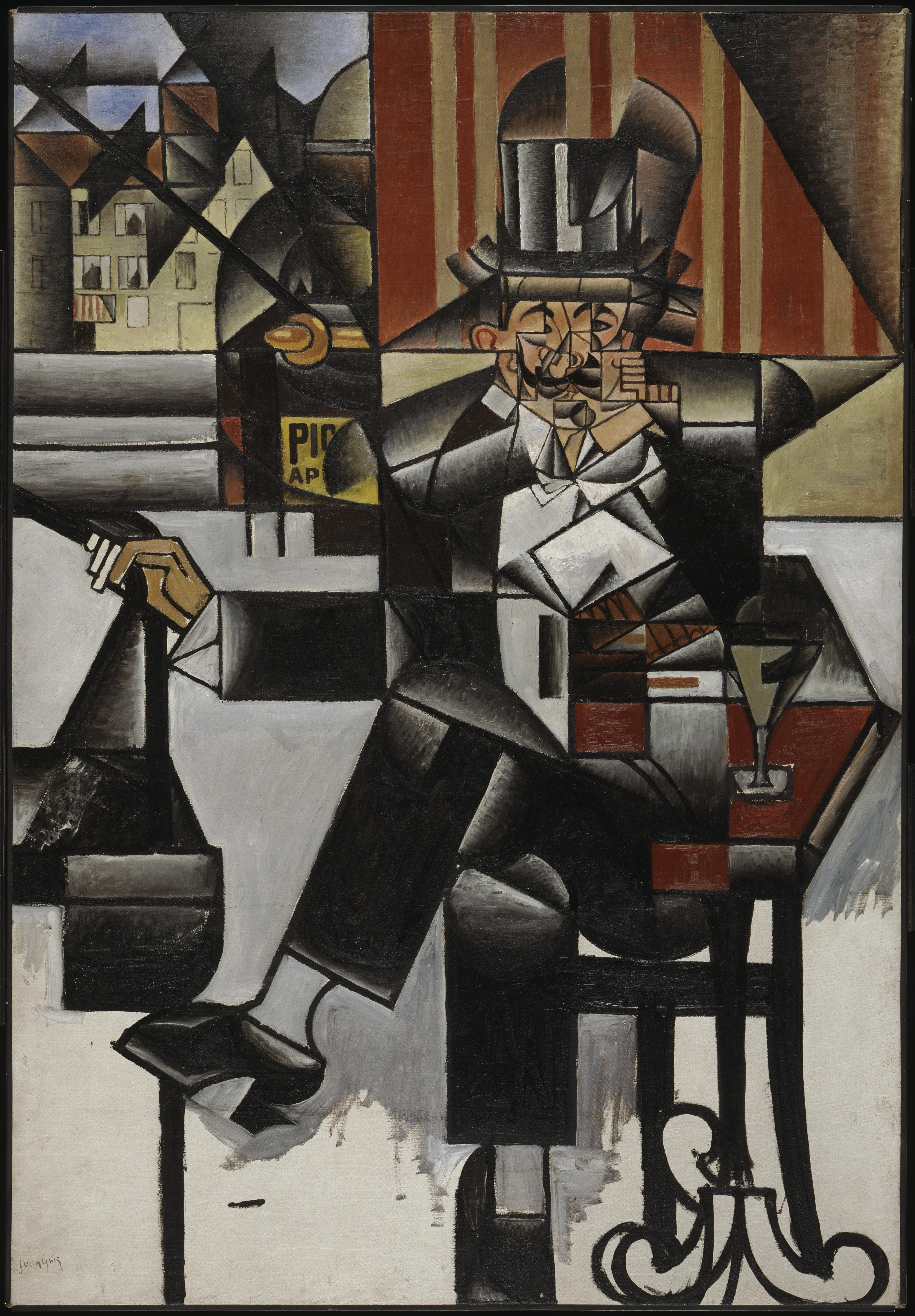
Man in a Café, óleo sobre tela, 127,6 x 88,3 cm, obra de Juan Gris (1912), exposta no Museu de Arte da Filadélfia.

Realizado de 9 de março a 18 de maio, as obras cubistas inscritas no Salon des Indépendants de 1913 foram exibidas na Sala 46. Jean Metzinger expôs a obra "L'Oiseau bleu", Albert Gleizes apresentou "Les Joueurs de football", Robert Delaunay "L'équipe de Cardiff", Fernand Léger "Le modèle nu dans l'atelier" e Juan Gris "L'Homme dans le Café".
Na Sala 45 , foram exibidas obras de Robert Delaunay, Sonia Delaunay, František Kupka, Morgan Russell e Stanton Macdonald-Wright, tornando-se na primeira exposição em que os novos movimentos artísticos do orfismo e sincromismo estiveram enfaticamente presentes.
Na Sala 43, também referida como a Salle hollandaise, estiveram expostas obras de Jacoba van Heemskerck, Piet Mondrian, Otto van Rees, Jan Sluyters, Leo Gestel e Lodewijk Schelfhout.

### 1914, o orfismo
Na exposição de 1914, realizada de 1 de março a 30 de abril, as obras de maior destaque eram as que pertenciam ao recém-criado movimento do orfismo. De grande dimensões e expostas numa das maiores salas do andar térreo, Robert e Sonia Delaunay, Patrick Henry Bruce e Arthur Burdett Frost foram alguns dos artistas que expandiram a sua técnica e arte para o género orfista.

### 1915-1919, a grande guerra
Durante a Primeira Guerra Mundial, o Salon des Indépendants não realizou nenhuma exposição.
Contudo, muitos dos seus artistas não ficaram parados e após a guerra, reorganizaram-se e assistiram ao renascimento do cubismo, liderado por Albert Gleizes e outros, através de exposições individuais e colectivas na Galerie l'Effort Moderne de Léonce Rosenberg e no Salon de la Section d'Or.

### 1920, o surgimento do dadaísmo
Preocupados com o surgimento de um novo movimento, o Dada (ou dadaísmo), e que o seu status pré-guerra de movimento de vanguarda desaparecesse, os cubistas decidiram reorganizar-se e preparam-se para expor novamente todos juntos no Salon des Indépendants de 1920.
Com inauguração a 28 de janeiro, e pela primeira vez, com a exposição a decorrer no Grand Palais, nos Champs-Elysées, foram expostas no salão mais de três mil obras, grande parte das quais de teor cubista, com várias participações de Alexander Archipenko, Georges Braque, Joseph Csaky, Albert Gleizes, Juan Gris, Henri Hayden, Auguste Herbin, Fernand Léger, André Lhote, Jacques Lipchitz, Jean Metzinger, Gino Severini e Léopold Survage.

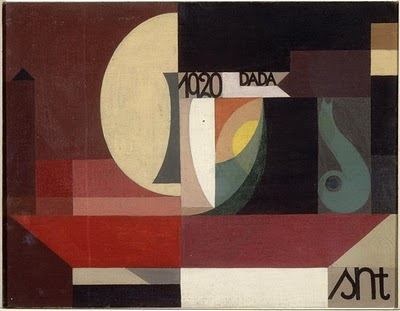
Composition Dada, óleo sobre tela, obra de Sophie Taeuber-Arp (1920).

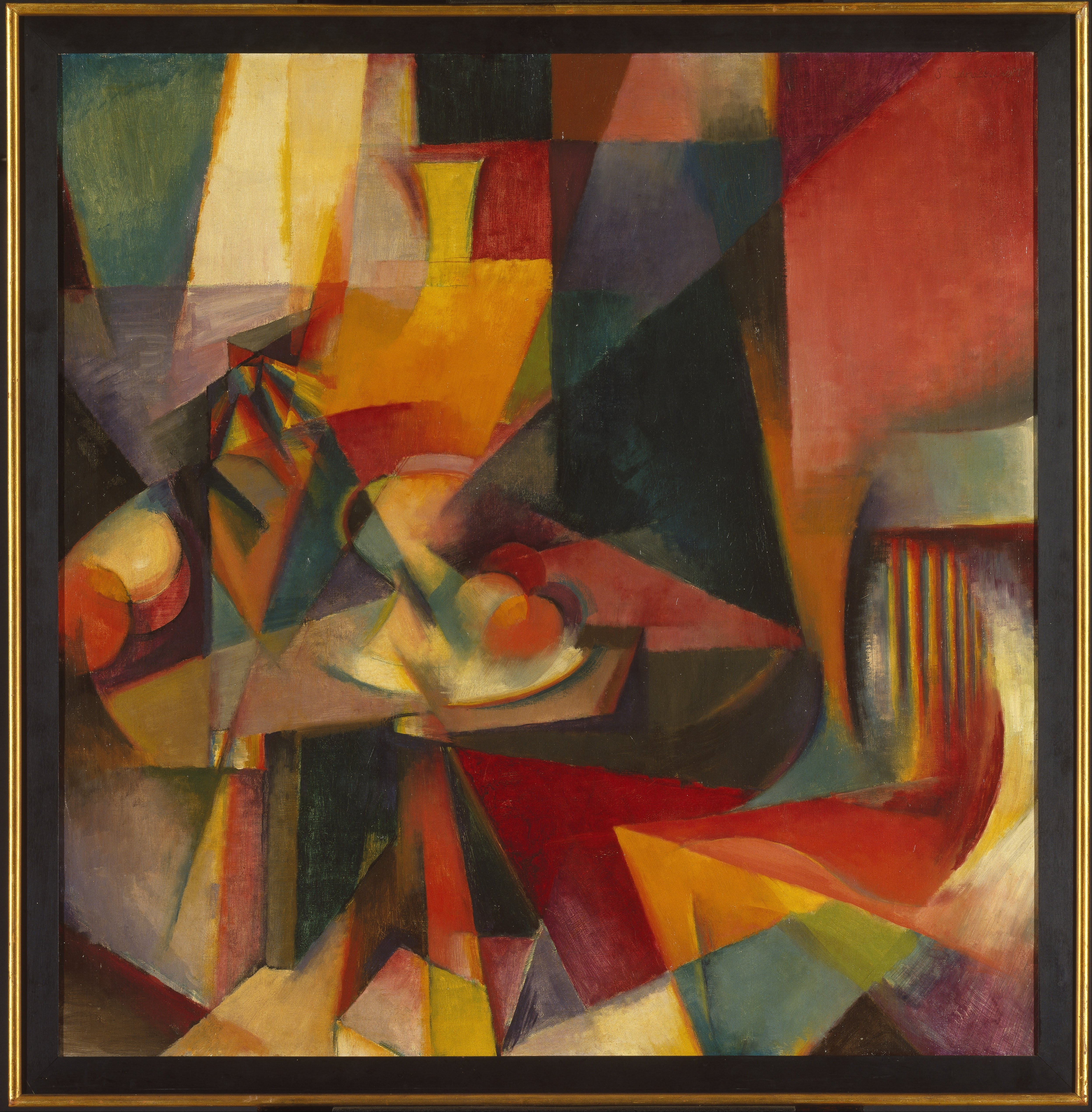
Synchromy No. 3, óleo sobre tela, obra de Stanton Macdonald-Wright (1917)

Os artistas dadaístas entenderam que, tal como os cubistas haviam feito antes deles, o Salon des Indépendants poderia servir como um meio para atingir o seu objectivo, ou seja, impulsionarem a sua tão desejada ascensão para o topo dos estilos e movimentos de vanguarda presentes na cena artística parisiense, e como tal desenvolveram um plano para atrair o público. Tristan Tzara e André Breton alugaram um auditório no Grand Palais e distribuíram folhetos e cartazes a anunciar que Charlie Chaplin apareceria "em carne e osso" no dia 5 de fevereiro. A multidão apareceu em pesou, contudo, quando Chaplin não apareceu, sendo relatado posteriormente que o actor nunca havia sido informado ou convidado para estar presente no evento, Tzara saltou para o palco e ripostou com insultos para a multidão, provocando um novo escândalo em inúmeros periódicos locais e internacionais da época. O escritor francês André Gide, que esteve presente no evento, descreveu o sucedido como um episódio surreal onde: “Alguns jovens, solenes, empolados, (...) subiram ao palanque e em coro declamaram tolices falsas”.
Outro escândalo proveniente do movimento dadaísta surgiu, na mesma exposição, poucos dias depois, quando o escultor romeno Constatin Brancusi apresentou uma das suas obras dadaístas, sendo acusado de pornografia. Considerado ofensivo por muitos, todos estes eventos, ao serem testemunhado também pelos artistas cubistas, geraram uma onda de revolta, sendo o dadaísmo denunciado veemente e publicamente como uma abominação.

### 1921, uma nova época

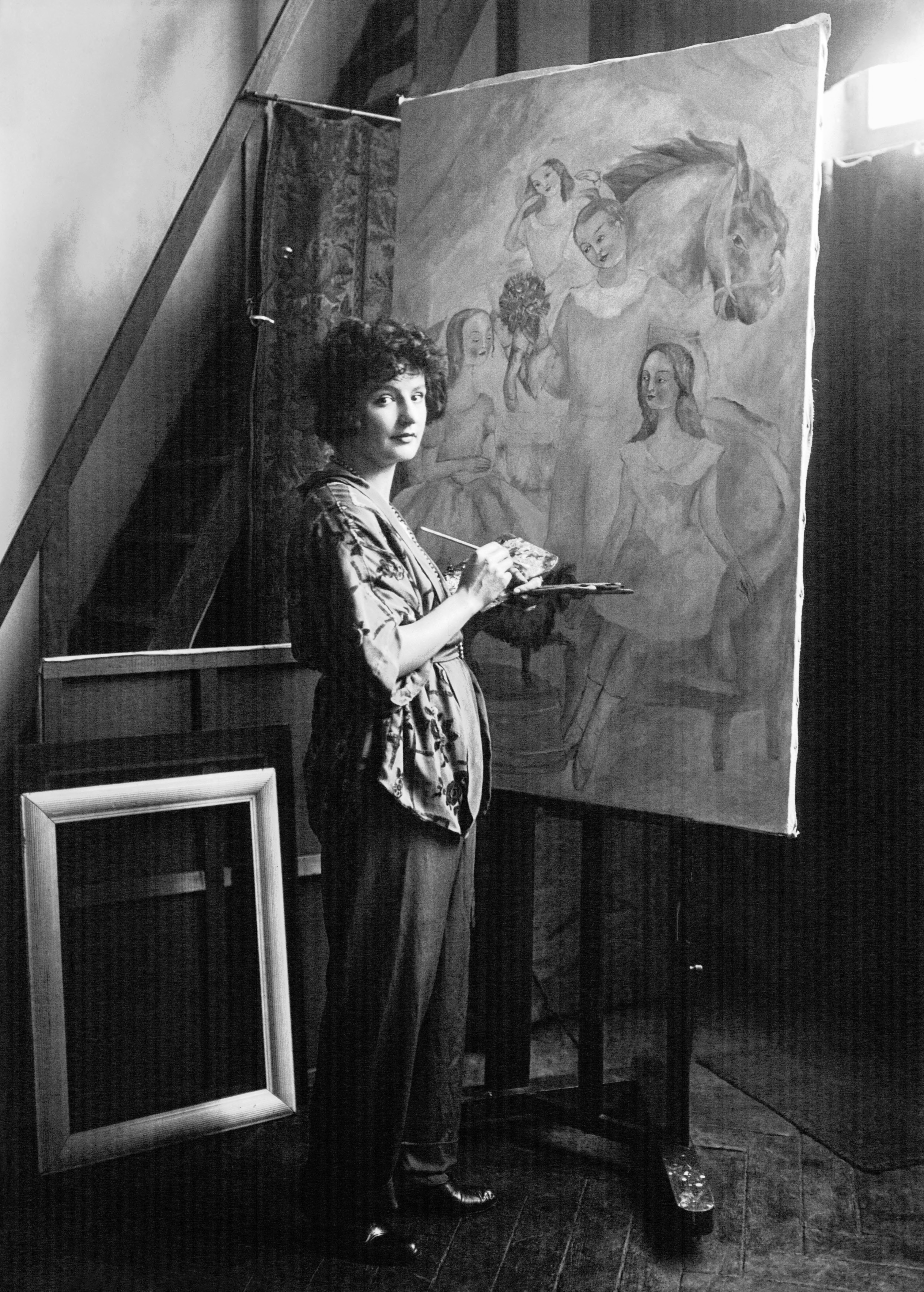
Irène Lagut (1922)

O Salon des Indépendants de 1921, foi inaugurado em janeiro desse ano e foi marcado por uma diminuição do número de pinturas do estilo cubista do que no ano anterior. Braque e Metzinger não participaram na exposição anual, contudo Albert Gleizes, Serge Férat, Henri Hayden, Louis Marcoussis, Thorvald Hellesen e Léopold Survage expuseram várias obras. Com os cubistas também estiveram presentes na mostra de arte parisiense os artistas Hélène Pordriat, Marthe Laurens, Irène Lagut, Alice Halicka, Sonia Lewitska, Roger Bissière, Antoine Blanchard, Raoul Dufy, André Lhote, Henriette Tirman, Ossip Zadkine e Jacques Lipchitz.
Paul Signac e os seus apoiantes defendiam a atribuição dos espaços para se expor as obras consoante a ordem alfabética dos nomes dos artistas, enfatizando uma "igual atenção para todos os participantes", explicando ainda que não deveria existir lugar para "les petites chapelles'" (as pequenas capelas), ou seja, grupos específicos. No entanto, a comissão de selecção de obras, que funcionava com influentes membros de vários movimentos de vanguarda, mais uma vez se opôs a Signac, definindo a atribuição das salas de exposição por estilos, temáticas e movimentos artísticos.

### 1922-1938, novas mudanças e sangue novo
Devido a diferenças ideológicas e artísticas, a partir dos anos 20, o comité de selecção das obras expostas no Salon des Indépendats sofreu várias mudanças e saídas de membros influentes como Fernand Léger, em 1923, ou André Lhote, juntamente com outros oito membros, em 1925.
Em 1924, foi acordado que se dividiram os artistas consoante o seu país de origem pelas várias salas da exposição anual, algo fortemente contestado por aqueles que acreditavam se tratar de uma manobra de Signac para dividir os dadaístas.
Em 1930, a exposição contou com a presença de 2175 artistas.

### 1939-1945, a segunda grande guerra

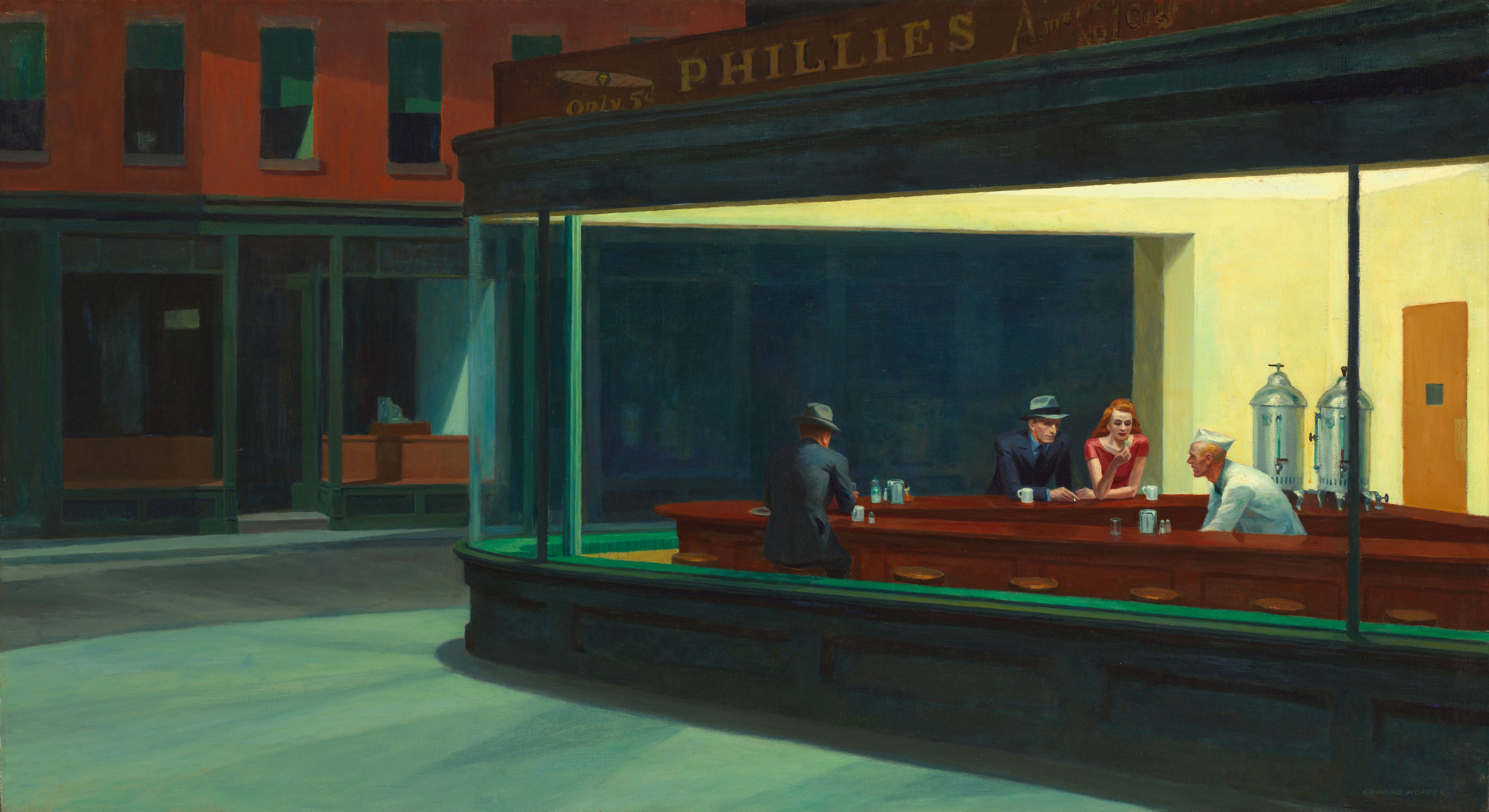
Nighthawks, óleo sobre tela, obra de Edward Hopper (1942)

Com o despoletar da Segunda Guerra Mundial e a ocupação da cidade de Paris pela Alemanha Nazi, o Salão persistiu com as suas actividades, organizando anualmente a ilustre exposição internacional, apesar de condicionado por duras privações e com uma drástica redução do seu número de participantes. 
Muitos dos artistas que frequentavam habitualmente a exposição tomaram a decisão de regressar para os seus países de origem, enquanto outros, com receio da perseguição política, religiosa e até mesmo étnica, partiram para o exílio em países neutros e distantes do conflito, como Portugal, Brasil ou os Estados Unidos. Alguns, contudo, permaneceram em França e pereceram vítimas dos ataques dos bombardeiros, no campo de batalha ou ainda em campos de concentração.
A partir de 1941, o Salon des Indépendants passou também a realizar a sua exposição no Musée des Beaux-Arts de Paris.
Após o fim da guerra, a sociedade de artistas retomou uma vez mais as suas actividades em total força e renovou o seu comité com a entrada de um novo grupo de artistas conhecidos como a Jeune création, assistidos por André Dunoyer de Segonzac, Bernard Buffet, Jean Carzou, Maurice Boitel, Yves Brayer, Aristide Caillaud, Daniel du Janerand e muitos outros.

### 1946-século XXI
Nos anos que se seguiram até aos dias de hoje, a associação continuou a dar lugar às obras emergentes e de vanguarda de artistas franceses e internacionais, sendo ainda uma das exposições de arte mais concorridas e prestigiadas do mundo.